# In Concert at the Olympia, Paris 1957
In Concert at the Olympia, Paris 1957 ist ein Jazzalbum von Miles Davis. Die am 30. November 1957 im Olympia, Paris entstandenen Aufnahmen erschienen 2023 auf Fresh Sound Records. Der Mitschnitt entstand kurz vor Miles Davis’ Aufnahmen zum Soundtrack Ascenseur pour l’échafaud (1958).

## Hintergrund
Am 30. November 1957, vier Tage bevor der Trompeter Miles Davis in Paris mit der Aufnahme des Soundtracks zum französischen Film Fahrstuhl zum Schafott von Louis Malle begann, trat er im Olympia-Theater auf. Unterstützt wurde er vom Quartett des Pianisten René Urtreger mit Barney Wilen (Tenorsaxophon), Pierre Michelot (Kontrabass) und Kenny Clarke (Schlagzeug) – denselben Musikern, die ihn auf dem Soundtrack begleiten würden. Die Originalbänder des Mitschnitts wurden vom verstorbenen Jazz-Promoter Marcel Romano organisiert und gehörten ihm. Nach über 60 Jahren Lagerung entdeckte sie Laurent Guenoun, Romanos Neffe und Erbe, und verkaufte sie an Fresh Sound Records. Mit dem Ziel, die bestmögliche Klangqualität zu erreichen, wurden diese Aufnahmen einer sorgfältigen Restaurierung und einem Mastering unterzogen.

## Titelliste
- Miles Davis: In Concert at the Olympia, Paris 1957 (Fresh Sound FSR33-101LP)[1]

1. Solar
2. Four
3. What’s New? (Johnny Burke, Bob Haggart)
4. No Moe (Sonny Rollins)
5. Lady Bird (Tadd Dameron)
6. Tune Up
7. I’ll Remember April (Gene de Paul, Patricia Johnston, Don Raye)
8. Bags’ Groove (Milt Jackson)
9. ’Round Midnight (Thelonious Monk)
10. Now’s the Time (Charlie Parker)
11. Walkin’ (Jimmy Mundy)
12. The Theme

Wenn nicht anders vermerkt, stammen die Kompositionen von Miles Davis.

## Rezeption
Interessanterweise habe das Quartett hinter Davis nicht versucht, den Sound von Miles Davis’ damaliger Arbeitsgruppe, bestehend aus John Coltrane, Red Garland, Paul Chambers und Philly Joe Jones nachzuahmen, obwohl Wilen und Coltrane einen ähnlich trockenen Ton hatten, schrieb Marc Myers in Jazzwax. Darüber hinaus würde Davis entspannt klingen und so schön spielen, wie er es Tage später im Soundtrack des Louis-Malle-Films tun würde. Zum Teil könne man dies auch Paris und seiner langjährigen Liebesbeziehung mit der Stadt sowie der Liebesbeziehung des französischen Publikums zu ihm zuschreiben.